# Розумакове
Розумако́ве — колишнє село в Україні, Сумській області, Роменському районі.
Було підпорядковане Погожокриницькій сільській раді.

## Історія
Село постраждало внаслідок геноциду українського народу, проведеного урядом СССР 1932–1933 і 1946–1947.
1986 року в селі проживало 20 людей.
Зняте з обліку рішенням Сумської обласної ради від 10 жовтня 2008 року.

## Географічне розташування
Розумакове знаходилося за 1,5 км від сіл Погожа Криниця, Червоногвардійське і Яковенкове. По селу протікає пересихаючий струмок, на якому зведена загата.